# Monocerotesa minuta
Monocerotesa minuta är en fjärilsart som beskrevs av W. Warren 1905. Monocerotesa minuta ingår i släktet Monocerotesa och familjen mätare. Inga underarter finns listade i Catalogue of Life.